# Chesnokovita
La chesnokovita és un mineral de la classe dels silicats. Rep el seu nom del mineralogista rus Boris Valentinovich Chesnokov (1928-2005)

## Característiques
La chesnokovita és un nesosilicat de fórmula química Na₂[SiO₂(OH)₂](H₂O)₈. Va ser aprovada com a espècie vàlida per l'Associació Mineralògica Internacional l'any 2006. Cristal·litza en el sistema ortoròmbic. Es troba en forma d'agregats de cristalls laminars petits, incolors o de color terrós. S'altera a termonatrita i òpal quan s'exposa a la humitat atmosfèrica normal.
Segons la classificació de Nickel-Strunz, la chesnokovita pertany a «9.AC - Nesosilicats sense anions addicionals; cations en coordinació octaèdrica [6]» juntament amb els següents minerals: faialita, forsterita, glaucocroïta, kirschsteinita, laihunita, liebenbergita, tefroïta, monticel·lita, brunogeierita i ringwoodita.

## Formació i jaciments
Va ser descoberta al mont Kedykverpakhk, al massís de Lovozero (óblast de Múrmansk, Rússia), en venes d'ussinguita. Es tracta de l'única localitat on ha estat trobada aquesta espècie mineral.